# Ohratoksin A
Ohratoksin A-toksin koga produkuju Aspergillus ochraceus, Aspergillus carbonarius i Penicillium verrucosum – je jedan od najčešćih mikotoksina koji kontaminiraju hranu. Izlaganje ljudi je moguće preko konzumiranja kontaminiranih prehrambenih proizvoda naročito kontaminiranih žitarica i proizvoda svinjskih mesa, kao i kafe, vinskog groždja i suvog groždja.Ovaj toksin je nadjen u tkivu i organima životinja kao i u ljutskoj krvi i majčinom mleku.Ohratoksin A kao i većina toksičnih supstanci ima velike razlike u toksičnosti izmedju vrsta i polova.

## Uticaj na zdravlje ljudi i životinja

### Karcinogenost
Ohratoksin A je potencijalno karcinogen za ljude (grupa 2B) i pokazano je da je slab mutagen , moguce preko indukcije oksidativnog oštećenja DNK.
Dokazi iz eksperimentalnih životinja su dovoljni da ukažu na karcinogenost ohratoksina A. Karcinogenost je testirana oralnim unosom kod miševa i pacova.Blago povećava incidencu hepatocelularnog karcinoma kod miševa oba pola i dovodi do renalnog adenoma i karcinoma kod muških miševa i kod pacova ( karcinom kod 46% muških i 5% ženskih). Kod ljudi je vrlo malo histoloških podataka tako da veza između ohratoksina A i karcinoma renalnih ćelija nije pronađeno.Molekularni mehanizmi karcinogenosti ohratoksina A su deo rasprave zbog suprotnih podataka u literaturama, ipak ovaj mikotoksin ima veliku ulogu u smanjenju antioksidativne zaštite.

### Neurotoksičnost
Ohratoksin A ima veliki afinitet za mozak a posebno mali mozak (purkinjeve ćelije) , ventralni deo medjumozga i strukture hipokampusa. Afinitet za hipokampus može biti značajna u patogenezi alchajmerove bolesti i subhronična primena glodara indukuje neurodegeneraciju hipokampusa.Ohratoksin A izaziva akutnu depleciju dopamina iz strijatuma , što čini osnovu za parkinsonovu bolest, ali ne dovodi do ćelijske smrti ni u jednom pregledanom regionu mozga. Tim iz Zheijiang Univ. i Kiel Univ. tvrde da ohratoksin A pripomaže alchajmerovoj i parkinsonovoj bolesti. Ipak njihova studija je izvedena in vitro i ne može se ekstrapolisati za ljude. Mozak u razvoju je veoma podložan štetnosti ohratoksina A, otuda i potreba za oprezom tokom trudnoće.

## Imunosupresija i imunotoksičnost
Ohratoksin A može da izazove  imunosupresiju i  imunotoksičnost kod životinja. Aktivnost imuno supresora ovog toksina kod životinja uključuje depresiju odgovora antitela, smanjenje veličine imunih organa ( kao što su timus,slezina i limfni čvorovi) promene u broju imunih ćelija i njihove funkcije i promenu produkcije citokina. Imunotoksičnost verovatno dovodi do smrti ćelije praćene apoptozom i nekrozom, u kombinaciji sa sporom zamenom pogođenih imunih ćelija usled inhibicije sinteze proteina.

### Potencijalna veza sa nefropatijama
Balkanska endemska nefropatija (BEN), sporo progresivna bolest bubrega, pojavila se sredinom 20. veka, lokalizovana oko Dunava, ali samo lokalizovana u određenim domaćinstavima. Pacijenti su tokom godina razvili bubrežnu insuficijenciju koja zahteva dijalizu ili transplantaciju. Početni simptomi su oni od tubulointersticijalnog nefritisa nastalog nakon agresije toksina na proksimalne tubule. Nefropatije proksimalnih tubula može izazvati aluminijum(npr u antiperspirantima), antibiotici (vankomicin, aminoglikozidi), tenofovir (za SIDU) i cisplatin. Njihovi simptomi su dobro poznati nefrolozima :. Glukozurija bez hiperglikemije, mikroalbuminurija, slabih kapaciteta koncentracije urina, acidifikacija ovakvog urina, i normalan klirens kreatinina koji se kao takav dugo .U BEN, bubrežna biopsija pokazuje Acelularnu intersticijalnu fibrozu, tubularnu atrofiju, i kariomegaliju u proksimalnim tubulima.Veći broj opisnih studija su pokazale korelaciju između izloženosti ohratoksina A i Ben, i našli povezanost između geografske distribucije i visoke učestalosti i smrtnosti od urotelijalnih tumora urinarnog trakta. Međutim, nedovoljno informacija je trenutno dostupno za konačno dokazivanje veze ohratoksina A i BEN-a.Ovom toksinu je neophodne sinergistične interakcije sa predispozicionim genotipovima ili drugim toksikantima životne sredine da izazove ovu nefropatiju. Ohratoksin možda nije uzrok ove nefropatije, i mnogi autori su u korist aristoholične kiseline, koja se nalazi u biljci: birthvort (Aristolochia clematitis). Iako su mnogi delovi naučnih dokaza nedostaju i / ili treba ozbiljno ponovo proceniti, ostaje da ohratoksin A,kod svinja, pokazuje direktnu korelaciju između izlaganja i pojave i progresije nefropatije. Ova nefropatija nosi tipične znake toksičnosti na proksimalne gubitak sposobnosti da koncetrišu urin, gluzurija i histološka degeneracija proksimalnih tubula.
Druge nefropatije, iako ne odgovaraju "klasičnoj" definiciji BEN, mogu da budu povezane sa ohratoksinom A.Ovo u određenim okolnostima može da bude slučaj za segmentarnu  glomerulosklerozu posle inhalacionog ekspozicije : kao glomerulopatiju sa značajnom proteinurijom je opisano kod pacijenata sa veoma visokim urinarnim nivoima Ohratoksin A (oko 10 puta nivoa koji može da se nađe kod " normalnih "subjekata, odnosno oko 10 ppb, ili 10 ng / ml) .

### Uticaj na industriju životinjske hrane
Hrana kontaminirana ohratoksinom A ima veliki ekonomski uticaj na prehrambenu industriju. Pilići, ćurke i patke su podložni ovom otrovu. Klinički znaci ptičjeg ohratoksikoze obično uključuje smanjenje u težini, slabo konverziju hrane, smanjuje proizvodnju jaja, i loš kvalitet ljuske jajeta. Ekonomski gubici se javljaju i na farmama svinja, koje su povezane sa nefropatijom i troškovima za odlaganje leševa.
Toksičnost ne izgleda da predstavlja problem kod goveda, kao Rumen harbors protozoe koja hidrolizuje OTA-u. Međutim, kontaminacija mleka je moguća.

### Dijetetske smernice
EFSA je definisala 2006. godine "podnošljivi nedeljni unos" (PNU) ohratoksina A (na savet Naučnog panela o kontaminantima u lancu ishrane) na 120 ng / kg., ekvivalent na prihvatljiv dnevni unos (PDU) od 14 ng / kg. Druge organizacije su uspostavile i niže granice unosa ohratoksina A, na osnovu potrošačkih navika stanovništva. Za SAD, FDA smatra PDU do 5 ng / kg. U SAD-u, srednja telesna težina za muškarce je 86 kg, a za žene 74 kg.Dakle, PDU za muškarce je 430 ng i za žene je 370 ng. Ovo pokazuje kako delikatna može da bude sigurna ishrana.
Iako do danas nije zasigurno utvrđeno da je ohratoksin A odgovoran za nastanak karcinoma renalnih ćelija (RCC), najčešći oblik karcinoma bubrega, često je napisano da dijatetski obrazac može da smanji ili poveća rizik od RCC. Urugvajska studija slučaj-kontrola korelira unos mesa sa pojavom RCC-a. Veoma velika prospektivna kohorta u Švedskoj istražuje korelacije između pojave RCC-a, ishrane bogate povrćem i živine (tzv "zdrave ishrane"), i ishrana bogata u mesom (posebno prerađenim  mesom: salama, crni puding). Teza tvrdi da više voća i povrća može da ima zaštitnu ulogu. Zanimljivo, voće (osim suvog grožđa i sušenog voća) je vrlo siromašno ohratoksinom A dok je prerađeno meso bogato ohratoksinom.

## Dermalna izloženost
Ohratokin A može prodreti kroz ljudsku kožu. Mada se ne očekuje značajan rizik po zdravlje nakon dermalnog kontakta u poljoprivredi ili stambenim uslovima, izlaganje kože ohratoksinom A treba ipak biti ograničen.

## Osobine
Ohratoksin A je organsko jedinjenje, koje sadrži 20 atoma ugljenika i ima molekulsku masu od 403,813 .
| Osobina                  | Vrednost |
| ------------------------ | -------- |
| Broj akceptora vodonika  | 7        |
| Broj donora vodonika     | 3        |
| Broj rotacionih veza     | 5        |
| Particioni koeficijent ( | 4,0      |
| Rastvorljivost (logS, log(mol/L))       | -5,3     |
| Polarna površina (PSA, Å2)  | 116,4    |

## Literatura
- Clayden, Jonathan; Greeves, Nick; Warren, Stuart; Wothers, Peter (2001). Organic Chemistry (I изд.). Oxford University Press. ISBN 978-0-19-850346-0.
- Smith, Michael B.; March, Jerry (2007). Advanced Organic Chemistry: Reactions, Mechanisms, and Structure (6th изд.). New York: Wiley-Interscience. ISBN 0-471-72091-7.
- Katritzky A.R.; Pozharskii A.F. (2000). Handbook of Heterocyclic Chemistry (Second изд.). Academic Press. ISBN 0080429882.